# Liste der Bodendenkmale im gemeindefreien Gebiet Osterheide
In der Liste der Bodendenkmale in Osterheide sind alle Bodendenkmale des niedersächsischen gemeindefreien Gebietes Osterheide aufgelistet. Die Quelle ist der Denkmalatlas Niedersachsen. 
Der Stand der Liste ist der 17. November 2024.
Allgemein

Osterheide im Heidekreis

In den Spalten finden sich folgende Informationen des Bodendenkmales:
Lagegeographische Koordinaten
BezeichnungBezeichnung lt. Denkmalatlas
BeschreibungBeschreibung lt. Denkmalatlas
IDObjekt-ID
BildBild, ggf. zusätzlich mit Link zu weiteren Fotos im Medienarchiv Wikimedia Commons.

## Becklinger Holz
| Lage                        | Bezeichnung                   | Beschreibung                                                                                         | ID       | Bild |
| --------------------------- | ----------------------------- | --- | -------- | ---- |
| 52° 53′ 21″ N, 9° 54′ 50″ O | Becklinger Holz 14, Grabhügel | Durchmesser ca. 15 m und Höhe ca. 1,1 m, ebenmäßig gewölbt. Rand abgesetzt.                          | 34824182 | BW   |
| 52° 53′ 21″ N, 9° 54′ 49″ O | Becklinger Holz 15, Grabhügel | Durchmesser ca. 13 m und Höhe ca. 1,1 m. In der Mitte eine flache Einsenkung. Rand flach auslaufend. | 34824255 | BW   |
| 52° 54′ 19″ N, 9° 54′ 59″ O | Becklinger Holz 16, Grabhügel | Durchmesser ca. 15 m und Höhe ca. 0,5 m. annähernd rund. Ränder fließend auslaufend.                 | 34824256 | BW   |
| 52° 54′ 18″ N, 9° 55′ 1″ O  | Becklinger Holz 17, Grabhügel | Durchmesser ca. 17 m und Höhe ca. 0,5 m. annähernd rund. Ränder fließend auslaufend.                 | 34824257 | BW   |

### Becklinger Holz 1
- ID:34822677
- Gruppe von ehemals acht Grabhügeln, davon drei nicht mehr erkennbar.

| Lage                        | Bezeichnung       | Beschreibung                                                                                 | ID       | Bild |
| --------------------------- | ----------------- | -------------------------------------------------------------------------------------------- | -------- | ---- |
| 52° 55′ 50″ N, 9° 52′ 25″ O | Becklinger Holz 3 | Durchmesser ca. 11 m und Höhe ca. 1 m, stark zerpflügt.                                      | 34824056 | BW   |
| 52° 55′ 50″ N, 9° 52′ 27″ O | Becklinger Holz 4 | Durchmesser ca. 15 m und Höhe ca. 1,3 m, Kuppe abgeflacht.                                   | 34824057 | BW   |
| 52° 55′ 50″ N, 9° 52′ 30″ O | Becklinger Holz 5 | Durchmesser ca. 16 m und Höhe ca. 1,3 m, annähernd rund. Nordostrand leicht angeschnitten.   | 34824058 | BW   |
| 52° 55′ 50″ N, 9° 52′ 30″ O | Becklinger Holz 6 | Durchmesser ca. 9 m und Höhe ca. 0,8 m, annähernd rund. Im Zentrum ein kleines Grabungsloch. | 34824111 | BW   |
| 52° 55′ 50″ N, 9° 52′ 31″ O | Becklinger Holz 7 | Durchmesser ca. 9 m und Höhe ca. 0,7 m, annähernd rund.                                      | 34824112 | BW   |

### Becklinger Holz 9
- ID:34824810
- Gruppe von fünf Grabhügeln.

| Lage                        | Bezeichnung        | Beschreibung | ID       | Bild |
| --------------------------- | ------------------ | --- | -------- | ---- |
| 52° 53′ 29″ N, 9° 54′ 20″ O | Becklinger Holz 9  | Durchmesser ca. 10 m und Höhe ca. 0,7 m, ebenmäßig gewölbt. In der Mitte eine rezente Eingrabung. Rand allmählich auslaufend.                  | 34824155 | BW   |
| 52° 53′ 28″ N, 9° 54′ 20″ O | Becklinger Holz 10 | Durchmesser ca. 13 m und Höhe ca. 1 m. Von Mitte bis Südrand eine rezente Eingrabung. Nordrand allmählich auslaufend.                          | 34824156 | BW   |
| 52° 53′ 28″ N, 9° 54′ 18″ O | Becklinger Holz 11 | Durchmesser ca. 10 m und Höhe ca. 0,7 m. Von Nordnordwest nach Südsüdost eine alte Panzerspur, sonst ohne Störung. Rand allmählich auslaufend. | 34824157 | BW   |
| 52° 53′ 27″ N, 9° 54′ 17″ O | Becklinger Holz 12 | Durchmesser ca. 12 m und Höhe ca. 0,9 m. Rand allmählich auslaufend. Von Norden nach Süden verlaufen alte Panzerspuren.                        | 34824180 | BW   |
| 52° 53′ 29″ N, 9° 54′ 17″ O | Becklinger Holz 13 | Durchmesser ca. 12 m und Höhe ca. 0,5 m. | 34824181 | BW   |

## Hartem
| Lage                        | Bezeichnung          | Beschreibung | ID       | Bild |
| --------------------------- | -------------------- | --- | -------- | ---- |
| 52° 49′ 20″ N, 9° 41′ 30″ O | Hartem 11, Grabhügel | Durchmesser ca. 16 m und Höhe ca. 1,2 m, ebenmäßig gewölbt, mit einem schwachen, umlaufenden Absatz im abgesetzten Rand, sonst ohne Störung.                                                                         | 34820871 | BW   |
| 52° 49′ 8″ N, 9° 41′ 5″ O   | Hartem 12, Grabhügel | Durchmesser ca. 13 m und Höhe ca. 1,2 m, ebenmäßig gewölbt, flache Einsenkungen. Rand abgesetzt. | 34820872 | BW   |
| 52° 49′ 22″ N, 9° 41′ 10″ O | Hartem 27, Grabhügel | Durchmesser ca. 10 m und Höhe ca. 0,5 m. | 34821429 | BW   |
| 52° 48′ 8″ N, 9° 42′ 50″ O  | Hartem 38, Grabhügel | Durchmesser ca. 13 m und Höhe ca. 1,4 m. | 34821719 | BW   |
| 52° 48′ 8″ N, 9° 42′ 56″ O  | Hartem 39, Grabhügel | Durchmesser ca. 10 m und Höhe ca. 0,7 m. | 34821720 | BW   |
| 52° 47′ 26″ N, 9° 41′ 29″ O | Hartem 58, Wall      | Im südlichen Teil auf ca. 80 m Länge, Breite ca. 6 m, und Höhe ca. 0,8 m erhalten. Mittlerer Teil auf ca. 130 m Länge zerstört. Nördlicher Teil ist auf ca. 110 m Länge, Breite ca. 5 m und ca. 0,5 m Höhe erhalten. | 34822153 | BW   |
| 52° 47′ 30″ N, 9° 41′ 31″ O | Hartem 58, Wall      | | 36982606 | BW   |

### Hartem 5
- ID:34820520
- Gruppe von ehemals sechs Grabhügeln, davon zwei zerstört.

| Lage                        | Bezeichnung | Beschreibung                                                                             | ID       | Bild |
| --------------------------- | ----------- | ---------------------------------------------------------------------------------------- | -------- | ---- |
| 52° 49′ 32″ N, 9° 41′ 19″ O | Hartem 5    | Durchmesser ca. 12 m und Höhe ca. 0,5 m, ebenmäßig gewölbt. Im Norden etwas eingesunken. | 34820709 | BW   |
| 52° 49′ 30″ N, 9° 41′ 20″ O | Hartem 6    | Durchmesser ca. 18 m und Höhe ca. 1 m, annähernd rund.                                   | 34820710 | BW   |
| 52° 49′ 29″ N, 9° 41′ 20″ O | Hartem 7    | Durchmesser ca. 16 m und Höhe ca. 0,8 m, annähernd rund.                                 | 34820711 | BW   |
| 52° 49′ 29″ N, 9° 41′ 21″ O | Hartem 26   | Durchmesser ca. 14 m und Höhe ca. 0,4 m, annähernd rund.                                 | 34821428 | BW   |

### Hartem 14
- ID:34823297
- Gruppe von ehemals 12 Grabhügeln, davon vier zerstört.

| Lage                        | Bezeichnung | Beschreibung | ID       | Bild |
| --------------------------- | ----------- | --- | -------- | ---- |
| 52° 48′ 51″ N, 9° 41′ 2″ O  | Hartem 14   | Durchmesser ca. 12 m und Höhe ca. 0,8 m, ebenmäßig gewölbt, Rand abgesetzt, sonst ohne Störung.                                             | 34821007 | BW   |
| 52° 48′ 50″ N, 9° 40′ 59″ O | Hartem 15   | Durchmesser ca. 11 m und Höhe ca. 0,5 m, flach und ebenmäßig gewölbt. Rand sanft auslaufend.                                                | 34821008 | BW   |
| 52° 48′ 49″ N, 9° 40′ 58″ O | Hartem 16   | Durchmesser ca. 16 m und Höhe ca. 1,4 m, ebenmäßig gewölbt. Rand abgesetzt.                                                                 | 34821009 | BW   |
| 52° 48′ 50″ N, 9° 41′ 2″ O  | Hartem 18   | Durchmesser ca. 14 m und Höhe ca. 1,4 m, Rand abgesetzt.                                                                                    | 34821050 | BW   |
| 52° 48′ 49″ N, 9° 41′ 4″ O  | Hartem 19   | Durchmesser ca. 12 m und Höhe ca. 1 m, ebenmäßig gewölbt. Rand abgesetzt.                                                                   | 34821051 | BW   |
| 52° 48′ 50″ N, 9° 41′ 8″ O  | Hartem 20   | Durchmesser ca. 12 m und Höhe ca. 0,9 m. Südhälfte abgetragen und zerstört. Im Rest einige flache Eingrabungen. Rand allmählich auslaufend. | 34821285 | BW   |
| 52° 48′ 51″ N, 9° 41′ 10″ O | Hartem 21   | Durchmesser ca. 16 m und Höhe ca. 1 m. Mitte abgeflacht und weist Einsenkungen auf. Rand schwach abgesetzt.                                 | 34821286 | BW   |
| 52° 48′ 46″ N, 9° 40′ 53″ O | Hartem 23   | Durchmesser ca. 12 m und Höhe ca. 0,6 m. Im Zentrum ein tiefes Grabungsloch. Weitere Einkuhlungen erkennbar.                                | 34821343 | BW   |

### Hartem 28
- ID:34824809
- Gruppe von sieben Grabhügeln.

| Lage                        | Bezeichnung | Beschreibung                                                                                             | ID       | Bild |
| --------------------------- | ----------- | --- | -------- | ---- |
| 52° 48′ 32″ N, 9° 43′ 36″ O | Hartem 28   | Durchmesser ca. 12 m und Höhe ca. 0,95 m, mit flacher Kuppe und verwaschenen Rändern, annähernd rund.    | 34821430 | BW   |
| 52° 48′ 32″ N, 9° 43′ 39″ O | Hartem 29   | Durchmesser ca. 13 m und Höhe ca. 1,15 m.                                                                | 34821477 | BW   |
| 52° 48′ 31″ N, 9° 43′ 36″ O | Hartem 30   | Durchmesser ca. 11 m und Höhe ca. 0,5 m.                                                                 | 34821479 | BW   |
| 52° 48′ 31″ N, 9° 43′ 36″ O | Hartem 31   | Durchmesser ca. 11 m und Höhe ca. 0,5 m.                                                                 | 34821479 | BW   |
| 52° 48′ 30″ N, 9° 43′ 39″ O | Hartem 32   | Fläche ca. 19 × 12 m und Höhe ca. 1 m. Oval.                                                             | 34821576 | BW   |
| 52° 48′ 32″ N, 9° 43′ 44″ O | Hartem 33   | Durchmesser ca. 16 m und Höhe ca. 1 m. Ränder verwaschen. Im Zentrum eine große, rechteckige Eingrabung. | 34821577 | BW   |
| 52° 48′ 33″ N, 9° 43′ 51″ O | Hartem 34   | Durchmesser ca. 13 m und Höhe ca. 0,6 m. Im Zentrum eine quadratische, tiefe Eingrabung.                 | 34821578 | BW   |

### Hartem 40
- ID:34822931
- Gruppe von ehemals zwölf Grabhügeln, davon vier zerstört und zwei in der Gemarkung Westenholz.

| Lage                        | Bezeichnung | Beschreibung | ID       | Bild |
| --------------------------- | ----------- | --- | -------- | ---- |
| 52° 46′ 52″ N, 9° 42′ 11″ O | Hartem 42   | Durchmesser ca. 8 m und Höhe ca. 0,2 m. | 34821763 | BW   |
| 52° 46′ 52″ N, 9° 42′ 7″ O  | Hartem 43   | Durchmesser ca. 10 m und Höhe ca. 0,5 m. Geringe Randreste und eine Bewuchsstörung dort, wo der Hügel lag, vorhanden. In der Mitte schwache Einsenkung. | 34821764 | BW   |
| 52° 46′ 53″ N, 9° 42′ 8″ O  | Hartem 44   | Durchmesser ca. 8 m und Höhe ca. 0,7 m. Südseite angepflügt.                                                                                            | 34821863 | BW   |
| 52° 46′ 53″ N, 9° 42′ 8″ O  | Hartem 45   | Durchmesser ca. 10 m und Höhe ca. 0,5 m. | 34821864 | BW   |
| 52° 46′ 53″ N, 9° 42′ 7″ O  | Hartem 46   | Fläche ca. 9 × 11 m und Höhe ca. 0,7 m. Nordseite angepflügt. Im Zentrum eine bogenförmige Eingrabung.                                                  | 34821865 | BW   |
| 52° 46′ 53″ N, 9° 42′ 5″ O  | Hartem 47   | Durchmesser ca. 9 m und Höhe ca. 0,5 m. Besonders der Südteil überpflügt.                                                                               | 34821911 | BW   |

## Krelingen-Osterheide

### Krelingen-Osterheide 1
- ID:34822137
- Gruppe von sieben Grabhügeln.

| Lage                        | Bezeichnung            | Beschreibung | ID       | Bild |
| --------------------------- | ---------------------- | --- | -------- | ---- |
| 52° 47′ 22″ N, 9° 40′ 44″ O | Krelingen-Osterheide 1 | Durchmesser ca. 12 m und Höhe ca. 0,7 m, Südosthälfte durch alten zugewachsenen Weg abgeschnitten und zerstört. Rand des Resthügels schwach abgesetzt.                                | 34822994 | BW   |
| 52° 47′ 23″ N, 9° 40′ 44″ O | Krelingen-Osterheide 2 | Durchmesser ca. 14 m und Höhe ca. 1,2 m, ebenmäßig gewölbt, mit sehr flachen Einsenkungen. Rand abgesetzt und nach Westen und Süden stark abfallend.                                  | 34823070 | BW   |
| 52° 47′ 23″ N, 9° 40′ 43″ O | Krelingen-Osterheide 3 | Durchmesser ca. 10 m und Höhe ca. 0,5 m, flach, ebenmäßig. Östlicher Rand sanft auslaufend. Der übrige Rand fast unmerklich in einen natürlichen Hang einer kleinen Kuppe übergehend. | 34823071 | BW   |
| 52° 47′ 24″ N, 9° 40′ 41″ O | Krelingen-Osterheide 4 | Durchmesser ca. 9 m und Höhe ca. 0,3 m, mit flach auslaufenden Rand und flache Einsenkungen.                                                                                          | 34823072 | BW   |
| 52° 47′ 23″ N, 9° 40′ 39″ O | Krelingen-Osterheide 5 | Durchmesser ca. 14 m und Höhe ca. 0,3 m. In Mitte eine große flache Einsenkung. Rand im Osten flach auslaufend, sonst in den stark abfallenden, natürlichen Hang übergehend.          | 34823111 | BW   |
| 52° 47′ 24″ N, 9° 40′ 38″ O | Krelingen-Osterheide 6 | Durchmesser ca. 12 m und Höhe ca. 0,6 m, ebenmäßig gewölbt. Ostrand flach auslaufend, sonst ohne Absatz in den natürlichen, steilen Hang übergehend.                                  | 34823112 | BW   |
| 52° 47′ 23″ N, 9° 40′ 46″ O | Krelingen-Osterheide 7 | Durchmesser ca. 11 m und Höhe ca. 0,6 m, im Westen durch tief eingeschnittenem Weg von Nord nach Süd zerstört. Rand des noch vorhandenen Ost-Teiles abgesetzt.                        | 34823113 | BW   |

## Oberhode
| Lage                       | Bezeichnung           | Beschreibung | ID       | Bild |
| -------------------------- | --------------------- | --- | -------- | ---- |
| 52° 45′ 14″ N, 9° 44′ 2″ O | Oberhode 7, Grabhügel | Durchmesser ca. 16 m und Höhe ca. 0,5 m, durch Abtragungen stark beschädigt. Rand ist noch erkennbar, allmählich auslaufend. | 34821622 | BW   |
| 52° 45′ 17″ N, 9° 44′ 5″ O | Oberhode 8, Grabhügel | Durchmesser ca. 16 m und Höhe ca. 0,8 m, Mitte durch Eingrabungen stark zerstört. Rand verwaschen und teilweise abgesetzt.   | 34821623 | BW   |

### Oberhode 1
- ID:34822675
- Gruppe von sechs Grabhügeln.

| Lage                        | Bezeichnung | Beschreibung | ID       | Bild |
| --------------------------- | ----------- | --- | -------- | ---- |
| 52° 45′ 54″ N, 9° 45′ 20″ O | Oberhode 1  | Fläche ca. 16 × 9 m und Höhe ca. 1 m, zergraben, Einkuhlungen. | 34821434 | BW   |
| 52° 45′ 53″ N, 9° 45′ 23″ O | Oberhode 2  | Durchmesser ca. 12 m und Höhe ca. 0,7 m. In der abgeflachten Hügeloberfläche grubenartige Vertiefungen. Rand abgesetzt.                                                                                               | 34821435 | BW   |
| 52° 45′ 52″ N, 9° 45′ 24″ O | Oberhode 3  | Durchmesser ca. 11 m und Höhe ca. 0,9 m. Eine weite, alte Eingrabung mit Aufwurf im Nordostteil. Südlicher Rand flach auslaufend, weitere Ränder infolge der Eingrabung schwach abgesetzt.                            | 34821436 | BW   |
| 52° 45′ 50″ N, 9° 45′ 23″ O | Oberhode 4  | Durchmesser ca. 14 m und Höhe ca. 0,6 m. In der Mitte eine alte, weite Eingrabung, mit Schutt und Sand aufgefüllt. Rand angegraben.                                                                                   | 34821524 | BW   |
| 52° 45′ 51″ N, 9° 45′ 21″ O | Oberhode 5  | Durchmesser ca. 11 m und Höhe ca. 2 m. Durch rezente Aufhöhung mit Erdreich die ursprüngliche Form stark verändert. Im Zentrum tiefe, weite Eingrabung. Stark abgesetzter Rand im Nordwesten und Südosten angegraben. | 34821525 | BW   |
| 52° 45′ 52″ N, 9° 45′ 19″ O | Oberhode 6  | Durchmesser ca. 17 m und Höhe ca. 0,9 m, ebenmäßig gewölbt. In der Mitte eine flache Eintiefung. Rand allmählich auslaufend.                                                                                          | 34821526 | BW   |

## Obereinzingen
| Lage                        | Bezeichnung                      | Beschreibung | ID       | Bild |
| --------------------------- | -------------------------------- | --- | -------- | ---- |
| 52° 50′ 52″ N, 9° 48′ 0″ O  | Obereinzingen 27, Grabhügel      | Durchmesser ca. 12 m und Höhe ca. 0,46 m. | 34825887 | BW   |
| 52° 51′ 7″ N, 9° 50′ 3″ O   | Obereinzingen 29, Grabhügel      | Durchmesser ca. 15 m und Höhe ca. 1,3 m. Im Nordbereich eine längliche Eingrabung. | 34825889 | BW   |
| 52° 51′ 9″ N, 9° 50′ 5″ O   | Obereinzingen 30, Grabhügel      | Durchmesser ca. 15 m und Höhe ca. 0,3 m. eine Einkuhlung. | 34825906 | BW   |
| 52° 51′ 1″ N, 9° 48′ 2″ O   | Obereinzingen 39, Grabhügel      | Durchmesser ca. 12 m und Höhe ca. 0,6 m, rund, ebenmäßig gewölbt. | 34826144 | BW   |
| 52° 51′ 7″ N, 9° 48′ 8″ O   | Obereinzingen 40, Grabhügel      | Durchmesser ca. 10 m und Höhe ca. 0,62 m. | 34826145 | BW   |
| 52° 51′ 7″ N, 9° 48′ 6″ O   | Obereinzingen 41, Grabhügel      | Durchmesser ca. 11 m und Höhe ca. 0,8 m, annähernd rund. | 34826146 | BW   |
| 52° 50′ 54″ N, 9° 48′ 21″ O | Obereinzingen 42, Grabhügel      | Durchmesser ca. 16 m und Höhe ca. 1,3 m, annähernd rund. | 34820367 | BW   |
| 52° 50′ 57″ N, 9° 48′ 20″ O | Obereinzingen 43, Grabhügel      | Durchmesser ca. 14 m und Höhe ca. 0,9 m, annähernd rund. | 34820368 | BW   |
| 52° 51′ 2″ N, 9° 48′ 17″ O  | Obereinzingen 44, Grabhügel      | Durchmesser ca. 18 m und Höhe ca. 0,95 m. | 34820369 | BW   |
| 52° 50′ 59″ N, 9° 47′ 48″ O | Obereinzingen 46, Terrassenäcker | Auf unregelmäßiger Fläche von ca. 500 × 300 m Terrassenäcker, überwiegend gut ausgeprägt. Im nördlichen und südöstlichen Bereich Ost-West, im mittleren Bereich NNW−SSO orientiert. Abstand ca. 8 – 15 m, Höhe der Absätze 0,5 – 1,5 m. | 34820424 | BW   |
| 52° 52′ 3″ N, 9° 48′ 41″ O  | Obereinzingen 50, Terrassenäcker | Ca. sechs parallele Terrassen, Ost-West orientiert, in Abständen von 3 – 8 m in nördlicher Hanglage. Zwei weitere ca. 30 m nördlich, Länge jeweils ca. 50 m, überwiegend gut erhalten.                                                  | 34826046 | BW   |

### Obereinzingen 1
- ID:34826045
- Gruppe von ehemals sieben Grabhügeln, davon einer zerstört.

| Lage                        | Bezeichnung     | Beschreibung                                                                                                 | ID       | Bild |
| --------------------------- | --------------- | --- | -------- | ---- |
| 52° 52′ 42″ N, 9° 48′ 13″ O | Obereinzingen 1 | Durchmesser ca. 21 m und Höhe ca. 1,5 m, ebenmäßig, hoch gewölbt. Rand abgesetzt.                            | 34825146 | BW   |
| 52° 52′ 40″ N, 9° 48′ 14″ O | Obereinzingen 2 | Durchmesser ca. 20 m und Höhe ca. 1,5 m. ebenmäßig gewölbt. Rand abgesetzt.                                  | 34825147 | BW   |
| 52° 52′ 40″ N, 9° 48′ 12″ O | Obereinzingen 3 | Durchmesser ca. 14 m und Höhe ca. 1,2 m. Mitte abgeflacht, darin eine flache Einsenkung. Rand abgesetzt.     | 34825216 | BW   |
| 52° 52′ 38″ N, 9° 48′ 13″ O | Obereinzingen 4 | Durchmesser ca. 12 m und Höhe ca. 0,7 m. Nur der östliche Randrest erhalten.                                 | 34825217 | BW   |
| 52° 52′ 40″ N, 9° 48′ 19″ O | Obereinzingen 5 | Durchmesser ca. 16 m und Höhe ca. 1 m. Oberfläche abgeflacht, darin eine leichte Einsenkung. Rand abgesetzt. | 34825218 | BW   |
| 52° 52′ 41″ N, 9° 48′ 20″ O | Obereinzingen 6 | Durchmesser ca. 14 m und Höhe ca. 1,2 m, In der Mitte eine weite Eingrabung.                                 | 34825264 | BW   |

### Obereinzingen 8
- ID:34826044
- Gruppe von ehemals 17 Grabhügeln mit 8 – 20 m Durchmesser und 0,5 – 1,8 m Höhe, davon fünf zerstört.

| Lage                        | Bezeichnung      | Beschreibung                                                                                   | ID       | Bild |
| --------------------------- | ---------------- | ---------------------------------------------------------------------------------------------- | -------- | ---- |
| 52° 51′ 54″ N, 9° 48′ 44″ O | Obereinzingen 8  | Durchmesser ca. 11 m und Höhe ca. 1 m, annähernd rund.                                         | 34825266 | BW   |
| 52° 52′ 2″ N, 9° 48′ 53″ O  | Obereinzingen 10 | Durchmesser ca. 13 m und Höhe ca. 0,8 m, annähernd rund. Im Süden von einem Weg angeschnitten. | 34825334 | BW   |
| 52° 52′ 4″ N, 9° 48′ 54″ O  | Obereinzingen 11 | Durchmesser ca. 20 m und Höhe ca. 1,6 m.                                                       | 34825335 | BW   |
| 52° 52′ 6″ N, 9° 48′ 53″ O  | Obereinzingen 12 | Durchmesser ca. 17 m und Höhe ca. 1,8 m.                                                       | 34825473 | BW   |
| 52° 52′ 8″ N, 9° 48′ 43″ O  | Obereinzingen 13 | Durchmesser ca. 10 m und Höhe ca. 1 m, ebenmäßig gewölbt.                                      | 34825474 | BW   |
| 52° 52′ 9″ N, 9° 48′ 45″ O  | Obereinzingen 14 | Größe ca. 10 × 15 m und Höhe ca. 1,6 m, mit einer Einkuhlung im Zentrum.                       | 34825475 | BW   |
| 52° 51′ 49″ N, 9° 48′ 44″ O | Obereinzingen 16 | Durchmesser ca. 10 m und Höhe ca. 0,6 m, annähernd rund.                                       | 34825565 | BW   |
| 52° 51′ 53″ N, 9° 48′ 50″ O | Obereinzingen 17 | Durchmesser ca. 7 m und Höhe ca. 0,5 m, annähernd rund.                                        | 34825566 | BW   |
| 52° 51′ 48″ N, 9° 48′ 50″ O | Obereinzingen 18 | Durchmesser ca. 14 m und Höhe ca. 1 m, rund.                                                   | 34825651 | BW   |
| 52° 51′ 48″ N, 9° 48′ 52″ O | Obereinzingen 19 | Durchmesser ca. 12 m und Höhe ca. 0,6 m, ehemals rund, im Nordbereich abgetragen.              | 34825652 | BW   |
| 52° 51′ 47″ N, 9° 48′ 52″ O | Obereinzingen 20 | Durchmesser ca. 15 m und Höhe ca. 1 m, ebenmäßig gewölbt und annähernd rund.                   | 34825653 | BW   |
| 52° 51′ 46″ N, 9° 48′ 53″ O | Obereinzingen 21 | Durchmesser ca. 12 m und Höhe ca. 0,8 m, annähernd rund.                                       | 34825718 | BW   |

## Oberndorfmark
| Lage                        | Bezeichnung                      | Beschreibung | ID       | Bild           |
| --------------------------- | -------------------------------- | --- | -------- | -------------- |
| 52° 47′ 58″ N, 9° 47′ 44″ O | Oberndorfmark 1, Großsteingrab   | Das Großsteingrab liegt auf erhöhtem Gelände östlich des „Hohe Baches“. E. Sprockhoff beschreibt in seinem „Atlas der Megalithgräber Deutschlands“ aus dem Jahre 1975 das Großsteingrab wie folgt: „Mächtige Steinkammer in Richtung Nordost-Südwest. Das Grab ist nicht ungestört erhalten. Es besitzt an den beiden Langseiten je vier Träger, die ebenso wie die zwei Träger der Schmalseiten, in situ stehen. An der südöstlichen Langseite ist in der Mitte der Zugang, vor dem zwei Tragsteine des Ganges in situ zu sehen sind. Die Kammer besaß drei (!) Decksteine. Der westliche liegt in situ auf, der mittlere liegt zerbrochen in der Kammer, der östliche ist in das Grab gekantet. Die lichte Weite der Kammer beträgt 6,5 m zu 2 m. Der große westliche Deckstein mißt 3,75 m zu 2,75 m bei 1 m Dicke.“ | 34822306 | Weitere Bilder |
| 52° 48′ 1″ N, 9° 47′ 47″ O  | Oberndorfmark 2, Großsteingrab   | Das Großsteingrab liegt auf erhöhtem Gelände östlich des „Hohe Baches“. E. Sprockhoff beschreibt in seinem „Atlas der Megalithgräber Deutschlands“ aus dem Jahre 1975 das Großsteingrab wie folgt: „Mächtige, noch tief in der Erde einer sanften Bodenerhöhung steckende Steinkammer in Richtung Nordost-Südwest. Das Grab ist völlig intakt erhalten. Es besteht aus vier Jochen. Auffällig ist der sehr schmale zweite Deckstein von Südwest her gezählt. In der Mitte der Südostseite befindet sich der Zugang, von dem lediglich der südliche Träger noch in situ erkennbar ist“. Das Grab entspricht auch heute noch dieser Beschreibung. | 34822307 | Weitere Bilder |
| 52° 48′ 3″ N, 9° 47′ 48″ O  | Oberndorfmark 3, Großsteingrab   | Das Großsteingrab liegt auf erhöhtem Gelände östlich des „Hohe Baches“. E. Sprockhoff beschreibt in seinem „Atlas der Megalithgräber Deutschlands“ aus dem Jahre 1975 das Großsteingrab wie folgt: „Beschädigte dreijochige Steinkammer in Richtung Nordost-Südwest. In situ und nur geringfügig verschoben findet sich das nordöstlichste Joch mit Abschlußstein und aufgelegtem Deckstein. Auch der zweite Träger der nordwestlichen Langwand, auf dem der erste Deckstein jetzt mit aufliegt, ist in situ. Desgleichen der Träger der südwestlichen Schmalseite. Die beiden anderen Joche waren durch das Gewicht der mächtigen Decksteine zusammengestürzt, so wie es die Vermessung von 1921 zeigt. Die lichte Weite der Kammer beträgt 5 m zu 2 m. Asmus hat vor dem Zweiten Weltkrieg eine Rekonstruktion des Grabes durchgeführt, indem er die Decksteine gehoben und nach Aufrichtung der Träger wieder aufgelegt hat. Ein Träger der NW-Langwand fehlt“. | 34822334 | Weitere Bilder |
| 52° 48′ 3″ N, 9° 47′ 50″ O  | Oberndorfmark 4, Großsteingrab   | Das Großsteingrab liegt auf erhöhtem Gelände östlich des „Hohe Baches“. E. Sprockhoff beschreibt in seinem „Atlas der Megalithgräber Deutschlands“ aus dem Jahre 1975 das Großsteingrab wie folgt: „Hünenbett in Richtung Nordost-Südwest. Von der Umfassung sind nur wenige Steine der Langseiten und nur drei der Nordwestseite in situ vorhanden. Zwischen ihnen liegt die imposante Grabkammer, deren einziger in situ befindlicher, die ganze Kammer bedeckender Deckstein die bedeutenden Ausmaße von 4,6 m zu 4,2 m bei 0,5 m Dicke besitzt. Die nahezu 4 m lange und über 3 m breite Kammer wird ebenfalls aus mächtigen Platten als Tragsteinen gebildet. An drei Seiten sind es je zwei Träger, an der südwestlichen Schmalseite bildet eine große Platte den Träger. In der Mitte der Südostseite ist der Eingang, vor dem zwei große Platten als Träger stehen. Die auffällige Kammer, einzig in ihrer Art, muß als eine monumentale Steinkiste angesehen werden. Vor dem Zweiten Weltkrieg hat Asmus das Hünenbett untersucht und noch mehrere nach außen umgestürzte und von dem darübergespülten Damm des Hünenbettes begrabene Umfassungssteine gefunden und aufgerichtet, so daß jetzt der Nordostteil der Anlage voll erkennbar wird“. Auf der Oberseite des Decksteines befindet sich ein Schälchen, äußerer Durchmesser ca. 4 cm. Die Umfassungssteine sind heute vollständig vorhanden. | 34822335 | Weitere Bilder |
| 52° 48′ 4″ N, 9° 47′ 50″ O  | Oberndorfmark 5, Großsteingrab   | Das Großsteingrab liegt auf erhöhtem Gelände östlich des „Hohe Baches“. E. Sprockhoff beschreibt in seinem „Atlas der Megalithgräber Deutschlands“ aus dem Jahre 1975 das Großsteingrab wie folgt: „Mächtige Steinkammer in Richtung Nordost-Südwest. Bis auf den Tragstein der südwestlichen Schmalseite sind alle Träger, je vier an den Langseiten und einer an der nordöstlichen Schmalseite in situ vorhanden. Auf ihnen lagen, in das Grab geneigt, drei große Decksteine. Mehr wird das Grab nicht besessen haben. Der Träger der westlichen Schmalseite fehlt. In der Mitte der südöstlichen Langseite befindet sich eine Lücke, der alte Zugang, von dem zwei Tragsteine eines zweijochigen Ganges in situ vorhanden sind. Die lichte Weite der Kammer dürfte 5,6 m zu 2 m betragen haben. Die Decksteine sind von Asmus wieder ordentlich aufgelegt worden.“ Die Decksteine liegen nur an wenigen Punkten auf den Trägern auf, was der Rekonstruktion einen eigenartigen Charakter gibt. Der nordöstliche Deckstein ist halb in die Kammer gerutscht. | 34822336 | Weitere Bilder |
| 52° 50′ 33″ N, 9° 48′ 4″ O  | Oberndorfmark 9, Grabhügel       | Durchmesser ca. 18 m und Höhe ca. 1,25 m. Einkuhlungen. Im Südwesten herausgerissener Steinkranz erkennbar. | 34822487 | BW             |
| 52° 48′ 35″ N, 9° 46′ 33″ O | Oberndorfmark 15, Grabhügel      | Durchmesser ca. 12 m und Höhe ca. 1 m, stark angegraben. | 34822697 | BW             |
| 52° 48′ 36″ N, 9° 46′ 31″ O | Oberndorfmark 18, Grabhügel      | Durchmesser ca. 15 m und Höhe ca. 0,8 m, leicht angegraben. | 34822877 | BW             |
| 52° 48′ 49″ N, 9° 47′ 23″ O | Oberndorfmark 23, Grabhügel      | Durchmesser ca. 20 m und Höhe ca. 1 m, ehemals annähernd rund. Nordostbereich abgetragen. | 34822648 | BW             |
| 52° 50′ 50″ N, 9° 47′ 42″ O | Oberndorfmark 25, Terrassenäcker | Auf unregelmäßiger Fläche ca. 350 × 200 m. Abstand ca. 10 m, Höhe der Absätze ca. 0,6 m. | 34821057 | BW             |

## Untereinzingen
| Lage                        | Bezeichnung                  | Beschreibung | ID       | Bild |
| --------------------------- | ---------------------------- | --- | -------- | ---- |
| 52° 52′ 21″ N, 9° 47′ 14″ O | Untereinzingen 1, Grabhügel  | Durchmesser ca. 17 m und Höhe ca. 0,7 m. Südlicher Hügelbereich zerstört.                                                                             | 34824444 | BW   |
| 52° 52′ 29″ N, 9° 47′ 28″ O | Untereinzingen 3, Grabhügel  | Durchmesser ca. 13 m und Höhe ca. 0,7 m. Im Zentrum eine große Eingrabung.                                                                            | 34824491 | BW   |
| 52° 53′ 54″ N, 9° 47′ 15″ O | Untereinzingen 8, Grabhügel  | Durchmesser ca. 10 m und Höhe ca. 0,8 m. | 34824599 | BW   |
| 52° 53′ 58″ N, 9° 47′ 28″ O | Untereinzingen 21, Grabhügel | Durchmesser ca. 16 m und Höhe ca. 0,7 m. In der Mitte eine flache, weite Eingrabung, Einsenkungen im Rand. Rand abgesetzt.                            | 34824898 | BW   |
| 52° 54′ 0″ N, 9° 47′ 27″ O  | Untereinzingen 22, Grabhügel | Durchmesser ca. 17 m und Höhe ca. 0,6 m. Mitte abgeplattet. Rand schwach abgesetzt. Nordostrand von Weg, Ostrand von Erdentnahmestelle angeschnitten. | 34824899 | BW   |

### Untereinzingen 9
- ID:34820521
- Gruppe von ehemals neun Grabhügeln, davon einer zerstört.

| Lage                       | Bezeichnung       | Beschreibung | ID       | Bild |
| -------------------------- | ----------------- | --- | -------- | ---- |
| 52° 53′ 49″ N, 9° 47′ 2″ O | Untereinzingen 9  | Durchmesser ca. 20 m und Höhe ca. 1,6 m, zahlreiche Einsenkungen, in der Mitte eine große Mulde. Über den Südostrand ein flacher, alter Grenzgraben. Rand abgesetzt.                                                     | 34824673 | BW   |
| 52° 53′ 47″ N, 9° 47′ 4″ O | Untereinzingen 10 | Durchmesser ca. 19 m und Höhe ca. 1,5 m. In der Mitte eine flache Mulde, ferner alte, kleine Eingrabungen im Rand. Über den Südrand ein alter Grenzgraben. Im stark abfallenden Rand ist ein schwacher Absatz erkennbar. | 34824674 | BW   |
| 52° 53′ 46″ N, 9° 47′ 3″ O | Untereinzingen 11 | Durchmesser ca. 17 m und Höhe ca. 1,65 m. Alte, größere Erdentnahme im Südteil reicht fast bis zur Mitte, in der Mitte eine flache Mulde. Im Rand Absatz erkennbar. Flacher Grenzgraben entlang des Westrandes.          | 34824675 | BW   |
| 52° 53′ 47″ N, 9° 47′ 1″ O | Untereinzingen 12 | Durchmesser ca. 14 m und Höhe ca. 1,6 m, hochgewölbt. Mitte abgeflacht. Rand abgesetzt. | 34824772 | BW   |
| 52° 53′ 48″ N, 9° 47′ 2″ O | Untereinzingen 13 | Durchmesser ca. 8 m und Höhe ca. 0,5 m, Rand flach auslaufend. Über Südwestrand ein alter, flacher Grenzgraben. | 34824773 | BW   |
| 52° 53′ 50″ N, 9° 47′ 1″ O | Untereinzingen 14 | Durchmesser ca. 8 m und Höhe ca. 0,6 m, Südostteil durch Panzerstraße stark zerstört. | 34824774 | BW   |
| 52° 53′ 47″ N, 9° 47′ 0″ O | Untereinzingen 16 | Durchmesser ca. 10 m und Höhe ca. 0,5 m, ebenmäßig, schwach gewölbt mit sanft auslaufendem Rand. | 34824829 | BW   |
| 52° 53′ 47″ N, 9° 47′ 0″ O | Untereinzingen 17 | Durchmesser ca. 16 m und Höhe ca. 0,7 m, Südwestteil durch alte Erdentnahme zerstört. Rand im Nordosten allmählich auslaufend.                                                                                           | 34824830 | BW   |

## Wense
| Lage                        | Bezeichnung        | Beschreibung | ID       | Bild |
| --------------------------- | ------------------ | --- | -------- | ---- |
| 52° 55′ 15″ N, 9° 48′ 45″ O | Wense 2, Grabhügel | Oval, Fläche 18 × 22 m (Nord-Süd), Höhe 1 m. Nord- und Ostrand abgesetzt. West- und Südrand allmählich auslaufend. | 34824443 | BW   |